# Jean de Macet
Jean de Macet   est un évêque de Mâcon du XVe siècle.

## Biographie
Il est de la famille de Trévernay, noble maison de la Bresse.
Il serait le dernier de plusieurs frères et porte longtemps le surnom "le Jeune" et est peut-être confondu avec le futur cardinal Jean Le Jeune, qui est aussi évêque de Mâcon.
Il eut son tombeau à Vérizet, siège d'une châtellenie dont l'évêque de Mâcon avait la moitié des droits, mais celui-ci fut saccagé par les Protestants lorsqu'ils s'emparèrent du château en 1562.